# 스테파노 체리오니
스테파노 체리오니(이탈리아어: Stefano Cerioni, 1964년 1월 24일 ~ )는 이탈리아의 펜싱 선수로 주 종목은 플뢰레이다. 올림픽에 참가한 경험이 있으며, 1984년에는 단체전에서, 1988년에는 개인전에서 우승을 거두었고, 1985년과 1994년에는 FIE 세계선수권의 단체전에서 우승을 거두었다. 그는 이후 감독이 되어 이탈리아의 플뢰레 감독을 맡았었고, 현재 러시아 플뢰레 대표팀 총감독으로 재직중이다.

## 경력

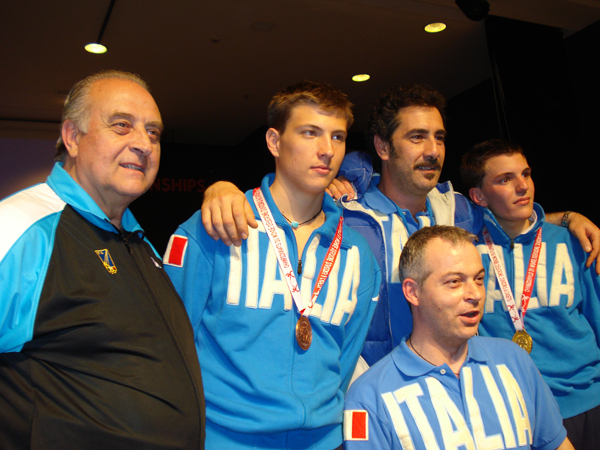
2007년에 촬영된 이탈리아 주니어 대표팀: 왼쪽부터 살바토레 디 나로, 발레리오 아스프로몬테, 스테파노 체리오니, 마르티노 미누토이다.

체리오니는 1964년, 부친이 근무하던 마드리드에서 태어났다. 얼마 지나지 않아 그의 부모와 함께 이탈리아의 이에시로 이주하였다. 그는 자신의 집안 가정과 가까이 지내던 펜싱 마스터이자 나중에 발렌티나 베찰리와 조반나 트릴리니와 같은 걸출한 선수들을 배출해 낸 에치오 트리콜리로부터 펜싱을 배웠다. 그는 처음에 사브르와 플뢰레를 모두 배웠지만, 얼마 후 그는 플뢰레를 선호하게 되었다.
체리오니는 1983년 부다페스트 주니어 세계선수권 대회에서 은메달을, 이듬해인 1984년 레닌그라드 세계 주니어 선수권 대회에서는 정상에 올랐다. 그가 처음 출전한 올림픽 대회는 로스앤젤레스에서 열린 1984년 하계 올림픽이었다. 그는 준결승에 올라 국가대표팀 동료 마우로 누마와 마주쳤다. 1라운드에서 그는 6-1로 앞서나갔지만, 최종적으로 9-11로 패하였다. 이후 동메달 결정전에서 프레데리크 피에트루시카를 만나 10-5로 압도하고 동메달을 목에 걸었다.
바르셀로나에서 열린 1985년 FIE 펜싱 세계선수권 대회에서 체리오니는 준결승전에 올랐지만 국가대표팀 동료 안드레아 치프레사에게 패하였다. 그는 서독의 하랄트 슈타인과 동메달 결정전을 벌였지만, 비신사적인 행위로 실격당했다. 그의 급한 성질은 이듬해 소피아에서 열린 1986년 FIE 펜싱 세계선수권 대회에서도 그의 발목을 잡았다: 이번에는 요아힘 벤트와의 경기 도중 주심과 언쟁을 벌인 것으로 1년 출장 정지 징계를 받았다. 징계가 풀린 후 체리오니는 1987-88 시즌 펜싱 월드컵에 참가하였다. 서울에서 열린 1988년 하계 올림픽에서 체리오니는 3차례 세계 정상을 정복한 알렉산드르 로만코프를 준결승전에서 제압하였고, 이후, 동독의 우도 바그너와의 결승전에서도 승리해 금메달을 쟁취하였다. 그러나 단체전에서 부진하였고, 이탈리아 대표팀은 7위에 그쳤다.
1992년 하계 올림픽에서는 32강에서 탈락해 정상을 방어하는데 실패하였다. 이탈리아는 단체전에서도 메달 사냥에 실패하였다. 1년 후, 체리오니는 1993년 지중해 게임에서 개인전 금메달과 에센에서 열린 1993년 FIE 펜싱 세계선수권 대회에서 단체전 은메달을 걸었고, 이어지는 아테네에서의 1994년 FIE 펜싱 세계선수권 대회 단체전에서 정상에 귀환하였다.

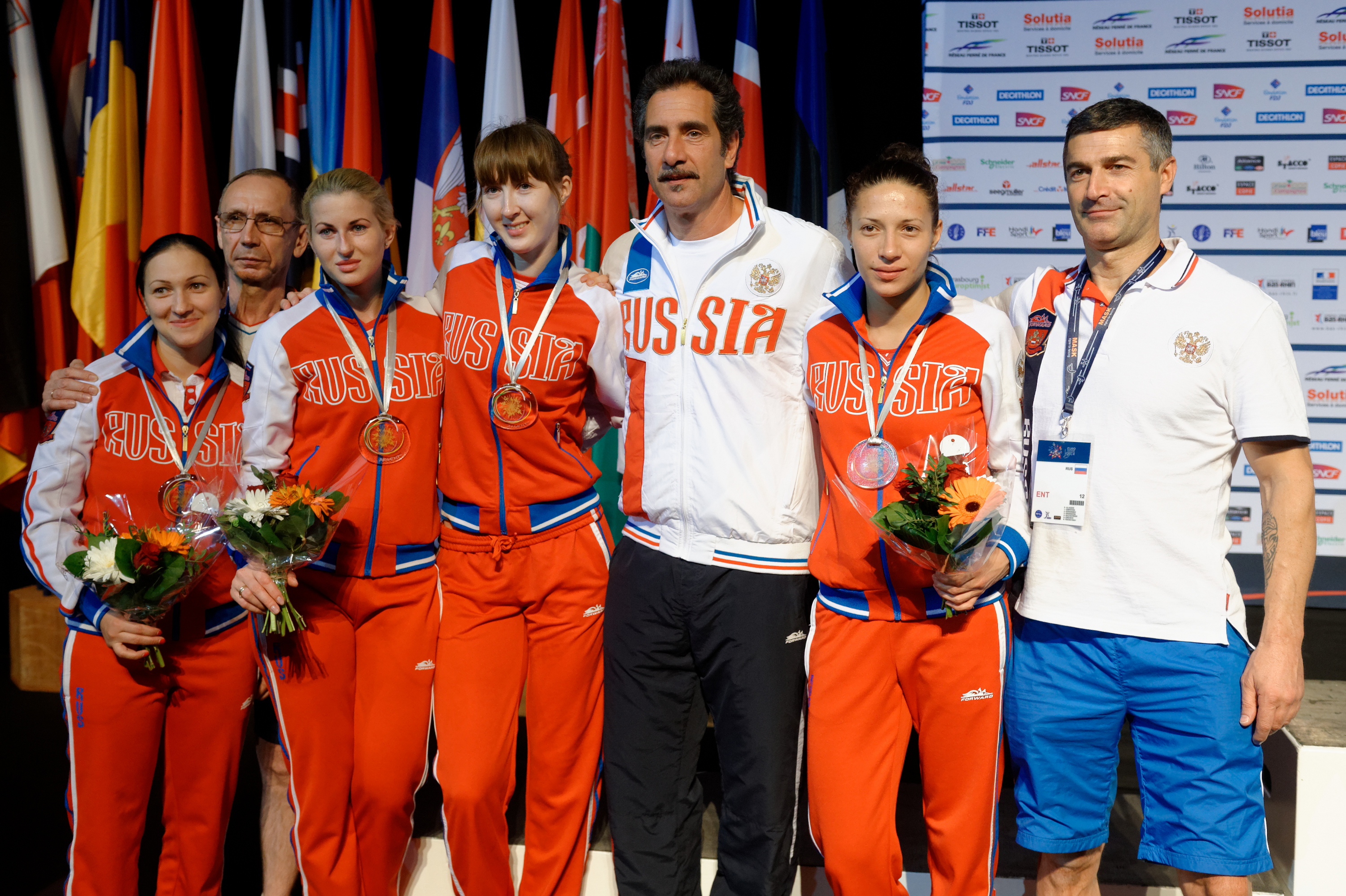
2014년 유럽 펜싱 선수권 대회에서 러시아 여자 대표팀과 촬영한 체리오니

1996년 3월, 그의 스승이었던 에치오 트리콜리가 별세하였다. 체리오니는 현역 활동중에도 CS 이에시의 지휘봉을 잡았고, 케이프타운에서 열린 1997년 FIE 펜싱 세계선수권 대회에서 단체전 은메달을 획득하였다. 그는 2000년에 16년간의 국가대표팀 활동 끝에 은퇴하였다. 체리오니는 이후, 펜싱 감독이 되어 현역 생활을 마감하였다. 그의 제자들 중 가장 두각을 낸 인물로는 엘리사 디 프란치스카가 있는데, 체리오니는 그녀가 8살이었을 때부터 스승으로서 훈련시켰다. 2004년 하계 올림픽 종료 후, 그는 이탈리아 펜싱 협회에 의해 안드레아 마그로의 뒤를 이을 이탈리아 남자 플뢰레 대표팀 감독으로 임명되었다. 2008년이 되면서 그의 담당 범위는 여자대표팀 쪽으로도 확장되었다. 그의 지도 하에 이탈리아는 2012년 하계 올림픽의 남자 플뢰레 단체전, 여자 플뢰레 단체전 금메달을 획득하였고, 여자 플뢰레 개인전에 걸린 메달 3개를 싹쓸이하였고, 여기에서 가장 큰 공을 세운 인물은 그의 수제자였던 디 프란치스카였다.
2012년 12월, 그는 러시아 펜싱 협회의 제의를 받아 플뢰레 부문에서 이탈리아의 최대 경쟁국인 러시아 대표팀의 플뢰레 남자부와 여자부 감독을 맡게 되었고, 그를 따라서 조반니 보르톨라소 수석 코치와 마우리치오 촘파렐리 피지컬 코치가 합류하였다. 부다페스트에서 열린 2013년 FIE 펜싱 세계선수권 대회에서 이탈리아가 남자 플뢰레 단체전 금메달과 여자 플뢰레 개인전 동메달 2개를 가져갔다. 2014년 유럽 펜싱 선수권 대회에서는 은메달 2개와 동메달 2개를 획득했다. 그리고 홈 안방인 카잔에서 열린 2014년 FIE 펜싱 세계선수권 대회에서 알렉세이 체레미시노프가 남자 플뢰레 개인 정상에 올랐고, 여자 대표팀은 은메달을 획득하였다. 모스크바에서 열린 2015년 FIE 펜싱 세계선수권 대회에서는 여자 개인전에서 인나 데리글라조바가 금메달을 획득하였고, 단체전에서는 남자부와 여자부 모두 은메달을 획득하였다. 이듬해 2016년 하계 올림픽에서는 남자 플뢰레 개인전에서 티무르 사핀이 동메달을 획득해 이 부문에서 16년만에 러시아에게 메달을 선물하였다. 여자 플뢰레 개인전에서는 전년도 세계선수권 대회를 우승한 인나 데리글라조바가 금메달을 땄다. 아이러니하게도 데리글라조바의 결승전 상대는 그의 수제자였던 엘리사 디 프란치스카였다. 뒤를 이어 남자 플뢰레 단체전에서도 티무르 사핀, 아르투르 아흐맛후진, 알렉세이 체레미시노프를 이끌고 러시아를 20년만의 정상으로 이끌었다.